# Van Hohenheim
Van Hohenheim (ヴァン・ホーエンハイム?, Van Hōenhaimu), rinominato nel primo anime "Hohenheim della luce" (光のホーエンハイム?, Hikari no Hōenhaimu), è un personaggio immaginario della serie manga e anime Fullmetal Alchemist, scritto e disegnato dalla mangaka Hiromu Arakawa.
È il padre di Ed e Al, partito da casa poco tempo dopo la nascita di Al, sia nel manga che nell'anime è immortale ed ha più di 400 anni, ma per motivi diversi a seconda che si tratti della storia originale o dell'anime del 2003. Il personaggio prende il nome da Paracelso, un famoso alchimista del XV secolo, il cui cognome è infatti "Von Hohenheim".

## Aspetto e personalità
È un uomo molto alto e imponente dai lunghi capelli biondi raccolti a coda, la folta barba senza baffi, il viso squadrato solcato da qualche ruga, un naso pronunciato, una fronte molto alta e un paio di occhiali da vista. Indossa un lungo cappotto marrone.
È un uomo molto saggio, nonché uno dei personaggi più misteriosi ed intriganti della serie. È mostrato quasi sempre con un atteggiamento nostalgico e profondo, a tratti sereno, ma la sua serenità è mistica ed è probabilmente dovuta alla sua lunghissima vita colma di esperienze e viaggi in giro per il mondo. Ottenuta la vita eterna, ha pensato soltanto a se stesso e al suo benessere fisico, finché un giorno non conobbe Trisha. Probabilmente, prima di innamorarsene l'ha anche vista nascere e crescere, dato che conosceva Pinako da molto tempo e in una foto i due sono ritratti insieme quando lei era ancora molto giovane (venti, trenta anni circa) e Trisha aveva la stessa età di Sara, la futura nuora di Pinako. Ad ogni modo, dopo averla conosciuta, scoprì la gioia della vita e cominciò a cambiare, tanto da voler porre rimedio ai propri errori e a tornare mortale per vivere e morire insieme a lei e ai suoi figli. L'amore per Trisha è un sentimento che per Hohenheim era praticamente unico, tanto che alla domanda di Ed del perché aveva sposato Trisha egli risponderà: “l'ho sposata perché l'amavo, ed era la prima volta che provavo qualcosa del genere”.

## Storia

### Manga e Anime 2009
In un lontano passato, Hohenheim è conosciuto come lo Schiavo nº23 nella città desertica di Xerses. Un giorno stringe amicizia con "homunculus", uno strano essere privo di corpo che vive dentro un'ampolla. Esso afferma di non poter uscire dall'ampolla perché senza un corpo morirebbe e di essere stato creato dal proprietario di Hohenheim a partire dal sangue del ragazzo. Gli insegna poi dei rudimenti di istruzione e, quando il padrone scopre le sue capacità, fa diventare il giovane suo assistente liberandolo dalla sua condizione di schiavitù. L'homonculus in seguito promette al re di Xerses che lo renderà immortale proprio con l'aiuto di Hohenheim e dell'arte che gli aveva insegnato. Tuttavia, l'homunculus ha ben altri progetti: infatti, nel giorno stabilito per la trasmutazione che ufficialmente renderà il re immortale, egli sacrifica l'intera città allo scopo di ottenere un corpo umano, la pietra filosofale e l'immortalità, oltre ovviamente alla possibilità di utilizzare l'alchimia. Così facendo, nel giro di una notte non rimane in vita nessuno a Xerses all'infuori del Padre, che ha ottenuto un corpo identico a quello di Hohenheim, e l'inconsapevole complice.
Questi, terrorizzato per quanto gli è accaduto e sentendosi responsabile della morte di tutti gli abitanti della città, decide di intraprendere un lungo viaggio, nascondendo al mondo intero la sua esistenza e la sua immortalità acquisita. In questo lungo lasso di tempo, diffonde l'uso e l'insegnamento dell'alchimia sia a Xing che ad Amestris e cerca di comprendere i sentimenti di tutte le persone ora contenute al suo interno. Finché, un giorno, dopo aver conosciuto ed essersi innamorato della giovane Trisha Elric ed essere diventato padre di due figli, prova il terrore di vedere invecchiare e morire la sua famiglia; per questo motivo, decide di recuperare la mortalità perduta e porre fine all'esistenza del Padre. Intraprende così il suo lungo viaggio, promettendo alla moglie che tornerà e chiedendole di non dire nulla ai bambini riguardo al suo corpo immortale. In una fredda mattina, poco tempo dopo la nascita di Al, Hohenheim parte, lasciando soli Trisha ed i bambini.
Nel 1914 fa ritorno a Resembool, dove viene visto per la prima volta dopo tanto tempo dal figlio Ed, di fronte alla tomba di Trisha. Hohenheim viene così a sapere suo malgrado della morte prematura della moglie. Dopodiché insinua in Ed il dubbio che la creatura riportata in vita dalla trasmutazione della madre non fosse davvero Trisha. Il ragazzo disseppellisce quindi il cadavere della creatura trasmutata anni prima constatando che suo padre aveva ragione.

Van Hohenheim da giovane, nella copertina del volume 19

In seguito, il suo viaggio alla ricerca della sua mortalità porta Hohenheim nei pressi di Reole, dove incontra prima Al e compagni e poi Edward, che gli rivela così un messaggio per lui da parte Trisha (custodito per anni da Pinako). Interviene nella battaglia fra Ed, Al, le chimere, Greed e le guardie di Xing contro il solo Pride, che ha nel frattempo assorbito Gluttony. Hohenheim arriva per ultimo e con una sola mossa riesce ad imprigionarlo all'interno di una enorme cupola di pietra. Successivamente torna a Central City, nei cui sotterranei comincia una battaglia senza quartiere con il Padre, essendo l'unico in grado di tenergli testa. Riesce così a distruggerlo dall'interno, ma il Padre assorbe la sua pietra filosofale e mostra per la prima volta il suo vero aspetto, affermando che Hohenheim non è "l'unico ad essersi evoluto". Prima di essere "catturato" e parzialmente assorbito dal corpo mostruoso del Padre, Hohenheim rivela anche di aver parlato con ognuna delle 536.329 persone contenute al suo interno e di averle convinte ad aiutarlo a distruggere la sua nemesi.
Quando il Padre apre il portale del pianeta e assorbe la Verità – impresa in cui riesce sfruttando il cerchio alchemico proiettato sull'intero stato di Amestris da un'eclissi solare e le anime della popolazione – Hohenheim è apparentemente impotente. Tuttavia, proprio in quel momento parte il suo contrattacco: utilizzando le anime della pietra filosofale da lui precedentemente rilasciate nel suolo di Amestris e sfruttando a sua volta l'ombra dell'eclissi a mo' di cerchio alchemico, Hohenheim riesce a far tornare le anime degli abitanti della nazione, assorbite dal Padre, nei loro rispettivi corpi. In tal modo,l'homunculus si ritrova con un corpo incapace di contenere la Verità.
Dopo la sconfitta definitiva del Padre, si offre come sacrificio per riportare indietro il corpo e l'anima di Al, ricongiuntisi davanti al portale dopo che Al aveva compiuto una trasmutazione umana per restituire al fratello il suo vero braccio. Ed, tuttavia, rifiuta di utilizzare l'anima di Hohenheim in questo modo, decidendo invece di sacrificare il proprio portale della Verità, cosa che gli impedisce per sempre l'uso dell'alchimia.
Felice per essere stato finalmente chiamato "papà" dai suoi due figli e nell'aver visto quanto amore nutrono verso di lui, Hohenheim si allontana da Central City nel caos che segue alla presa di potere da parte degli uomini di Briggs.
Tornato a Resembool, esaurisce le proprie energie seduto dinnanzi alla tomba di Trisha, dove viene trovato da Pinako qualche giorno dopo. L'anziana donna, pur rattristata dalla sua morte, comprende che Hohenheim è morto in pace e gli chiede, ironicamente:
Hohenheim viene poi sepolto accanto alla sua adorata moglie.

### Anime del 2003
Circa 400 anni prima della storia, Hohenheim "della Luce" è innamorato di Dante ed assieme a lei crea la pietra filosofale, trasmutando quelli che all'epoca erano ritenuti degli eretici religiosi, in modo da ottenere la vita eterna e vivere insieme per sempre. Il processo tuttavia lo sfinisce e, per salvarlo, Dante trasferisce la sua anima in un corpo altrui (forse in quello di un maggiordomo). I due continuano a vivere a lungo, fino a quando Hohenheim, accortosi di quanto tutto questo fosse sbagliato, lascia la donna e fugge. La sua fuga lo porta a Resembool, dove conosce e si innamora di Trisha, dalla quale impara ad amare la vita. Dopo aver avuto da lei due figli e non volendole mostrare il suo corpo che sta marcendo a causa del trasferimento dell'anima, decide di fuggire di nuovo e di attendere che il corpo lo abbandoni del tutto. In seguito, per nostalgia, torna a Resembool, e qui incontra nuovamente i figli, dai quali scopre che cosa stia tramando la sua vecchia fiamma Dante. Si reca dunque nel luogo dove si trova la donna e li ha un colloquio con lei. Dante cerca di sbarazzarsi di lui, sfruttando la sua debolezza per la moglie defunta, aprendo poi il portale e mandandolo dall'altra parte, credendo così di averlo ucciso definitivamente. In realtà, Hohenheim è semplicemente finito al di là del portale in un mondo parallelo, dove non esiste l'alchimia (si tratta della Terra reale durante la Prima Guerra Mondiale). Alla fine della serie rincontra il figlio Ed e si chiarisce definitivamente con lui. Ed rimane intrappolato nel mondo parallelo assieme al padre, conservando però la speranza di poter tornare a casa un giorno. Hoheinheim fa la conoscenza del professor Haushofer, personaggio che ha poi una sua importanza nel lungometraggio che conclude la serie.

### Film
Ne Il conquistatore di Shamballa, Hohenheim è scomparso misteriosamente prima dell'inizio del film. In realtà si trova nel mondo reale, dove sta lavorando per la società di Thule allo scopo di aiutare il figlio a tornare a casa. Proprio per questo sacrifica la propria vita, sfruttando Envy, per aprire il portale e permettere così il rincontro tra Edward e Alphonse.

## Abilità
Sia nell'anime del 2003 che nel manga (e nell'anime del 2009) è uno dei migliori alchimisti della storia: nel primo è capace, avendo visto il portale durante la trasmutazione della pietra filosofale, di compiere trasmutazioni soltanto battendo le mani. Oltre all'abilità nell'alchimia, l'uomo sembra possedere anche elevate capacità tecniche: nel lungometraggio Il conquistatore di Shamballa, Edward dispone di una serie di arti artificiali di ricambio realizzati per lui dal genitore. Nel manga e nella seconda serie animata, essendo egli stesso una pietra filosofale, formata da ben 536.329 anime, non necessita nemmeno di battere le mani per eseguire trasmutazioni. Inoltre è anche immortale: non invecchia ed è in grado di rigenerarsi alla pari degli homunculus. Ha anche imparato a parlare con ogni anima che compone la propria pietra filosofale. Ad ulteriore riprova della sua abilità come alchimista, è colui che ha insegnato l'alchimia a Xing (dove poi si è evoluta autonomamente, in modo diverso da quella di Amestris, e conosciuta come Arte Rentan o Alkahestry).